# Europäische Wettbewerbsbehörde
Die Europäische Wettbewerbsbehörde (engl.: European Competition Authorities (ECA)) ist ein informelles Forum der Kartellbehörden der Europäischen Union, der Europäischen Kommission, der Mitgliedstaaten der EFTA (außer die der Schweiz) und der EFTA-Überwachungsbehörde.
Die ECA ist von dem European Competition Network (ECN) zu unterscheiden, dessen Mitglieder die Kartellbehörden der Europäischen Union und die Europäische Kommission umfasst.
Die ECA wurde 2001 gegründet und trifft sich in regelmäßigen Abständen in einem der Mitgliedstaaten, um Arbeitstreffen abzuhalten. Ziel der ECA ist es, die Zusammenarbeit zwischen den Kartellbehörden zu verbessern, um die Durchsetzung europäischen und nationalen Kartellrechts besser durchzusetzen. Innerhalb des ECA gibt es zurzeit Arbeitsgruppen für Mehrfachnotifizierungen, Fusionen, Luftverkehr, Finanzdienstleistungen und Bonusregelungen.
Ergebnis dieser Arbeitsgruppen sind z. B. die Leitlinien für Bonusprogramme zur Aufdeckung und Verfolgung von Kartellen.